# Екув
Екув (фр. Écouves) — муніципалітет у Франції, у регіоні Нижня Нормандія, департамент Орн. Екув утворено 1 січня 2016 року шляхом злиття муніципалітетів Форж, Радон i Вент-Ана. Адміністративним центром муніципалітету є Радон. Населення — 1664 особи (01.01.2021).